# In This Together
In This Together ist ein Lied der Band Apoptygma Berzerk, das die Gruppe 2005 als Vorab-Single zu ihrem fünften Album You and Me Against the World veröffentlichte. Es markierte einen radikalen Image- und Stilwandel der Band und entwickelte sich zu einem Charterfolg und Clubhit.

## Entstehung und Veröffentlichungen
Das Stück In This Together entstand in der Ausarbeitung des fünften Studioalbums You and Me Against the World. Text und Musik schrieb Stephan Groth. Zur Aufnahme bestand Apoptygma Berzerk neben dem Sänger Groth aus dem Keyboarder Geir Bratland, den Gitarristen Audun „Angel“ Stengel und Anders Odden und dem Schlagzeuger Fredrik Brarud. Die Aufnahmen fanden in Norwegen im Heimstudio der Gruppe statt. Die Produktion übernahm die Band unterstützt von Peter Keller, der auch als Gastgitarrist auftrat. Neben ihm brachten sich Dag Anders Sandell als Bassist ein. Für den Hintergrundgesang wurde Stephan Groths Bruder Jonas engagiert. Ulf W. Ø. Holand übernahm die Abmischung im Lydlab Studio in Oslo. Gemastert wurde das Stück von Tom Meyer im Studio Master & Servant in Hamburg.
Gun Records veröffentlichten In This Together als Single am 15. August 2005 (Katalognummer: 82876-705712 / GUN 223) und finanzierten ein Musikvideo zum Stück. Die Single erschien in zwei offiziellen Varianten und wurde in zwei weiteren zu Promotionszwecken an Radiostationen, DJs und die Musikpresse verschickt. Für den Vertrieb zeichnete Sony BMG Music Entertainment verantwortlich.
Das Stück beziehungsweise das Musikvideo wurde in die Rotation von MTV Germany und VIVA Plus sowie in das Programm von RTL Zwei aufgenommen.

## Musik und Text
In Rezensionen wurde die Abkehr von dem Genre Future Pop zu Gunsten eines vermeintlich kommerzielleren Synth-Rocks mit Anleihen an Placebo und T.A.T.u. sowie die Popmusik der 1980er-Jahre verdeutlicht. In This Together wurde im 4/4-Takt und im Grundton f-Moll bei einem Tempo von 120 BpM geschrieben. Das Stück gilt als besonders energiegeladen und einigermaßen tanzbar. So paart das Stück Synth-Rock mit Pop-Elementen. Dabei wird der für die Band bis dahin ungewöhnlich ausgeprägte Einsatz von E-Gitarren hervorgehoben. Das für die Gruppe hingegen typische Keyboardspiel und ein paar Chor-Einspielungen ergänzen das Lied.
Der aus der Ich-Perspektive verfasste Text handelt von einer dysfunktionalen Beziehung und der Bedeutung der Trennung für die beiden Beteiligten. So formuliert Gorth einen Text der Gefühle des Bedauerns und der Selbsterkenntnis, in denen der Erzähler sich fragt, ob er die Schwierigkeiten hätte kommen sehen sowie seine eigenen Fehler eingesteht müssen. Die im Refrain wiederholte Phrase „Don't you see? We’re in this together“ kann als Ruf des Zusammenhalts und Durchhaltevermögen trotz der Herausforderungen gedeutet werden, kann jedoch auch als Beschreibung der Grundlage der Beziehungsprobleme zu deuten, da sich das Paar zu ähnlich ist.

## Musikvideo
Die Regie des Musikvideos übernahm Oliver Sommer. Das Video erzählt eine Heist-Geschichte bei der eine Bankfiliale überfallen wird und sich die Täter im Nachgang gegenseitig ausschalten. An der Seite von Groth, der auch das Drehbuch schrieb, spielte Yvonne Schäfer dessen Partnerin des planenden Duos. Den Spielsequenzen werden solche gegenübergestellt, die die Band beim Musizieren zeigen. Das Album folgte am 12. September des gleichen Jahres (Katalognummern: GUN 82876-73110-2 / 226). In This Together wurde nach einem Intro als erstes Lied platziert.

## Singleausführungen
Singleausführung 1
1. In This Together (Single Version): 3:51
2. Until The End Of The World (Acoustic Version): 3:03

Singleausführung 2
1. In This Together (Single Version): 3:51
2. Faceless Fear: 4:40
3. Until The End Of The World (Acoustic Version): 3:03
4. In This Together (Flipside Club Mix): 5:40
5. In This Together (Voltage Controlled Music Remix): 5:20

Promo-Single 1
1. In This Together (Single Version): 3:51
2. In This Together (Flipside Club Mix): 5:40
3. In This Together (Album Version): 4:14

Promo-Single 2
1. In This Together (Single Version): 3:49

## Rezeption

### Rezensionen
Das Stück wurde in der Rezeption überwiegend gelobt. Die Besprechungen der Single verwiesen indes auf den Stilbruch und beurteilten diesen gelegentlich kritisch. So hieß es in einer für das Webzine Mindbreed verfassten Rezension, „[w]ürde dieses Stück von einer anderen Band kommen, wäre es ein fantastisches Werk. Denn musikalisch ist es ein klasse Stück. Nur mit den Gedanken an die Band, die dahinter steht, verliert es deutlich.“ In weiteren Besprechungen wurden diese Bedenken hingegen zerstreut. Die „wirklich schöne Elektro Pop-Nummer“ weise eine „ohrwurmartige Melodielinie“ auf und „braucht […] nur einen einzigen Durchgang, und schon [habe] man das von 80er-Pop geprägte Elektro-Stück in sein Herz geschlossen.“ Kritik am Stück wurde hingegen selten geübt. Beim Webzine Medienkonverter hieß es In This Together sei „weichgespült mit billigen Akkordfolgen im Refrain und mit zu viel Pathos plätscher[e] der Song dahin ohne eine Richtung zu finden oder eine Wendung zu erfahren. Zu vorausschaubar [sei] die Melodie, zu altbacken […] die Sounds.“ Versöhnlich und Kritik und Lob einend wird dem Stück die „popigen Note“ als positiver Aspekt zugesprochen. „Besonderen Tiefgang [dürfe] man naürlich [!sic] nicht erwarten, aber für den kurzweiligen, emotional angehauchten, Gute-Laune- und Gefühls-Ausflug [sei] ‚In This Together‘ recht gut zu gebrauchen.“

### Chartplatzierungen
In This Together stieg am 5. September 2005 auf Rang 24 der deutschen Singlecharts ein, was zugleich die beste Platzierung darstellt. Die Single platzierte sich neun Wochen am Stück in den Top 100, letztmals in der Chartwoche vom 31. Oktober 2005. Für Apoptygma Berzerk avancierte es nach Until the End of the World (März 2002) und Suffer in Silence (September 2002) zum dritten Charthit in Deutschland. Zu diesem Zeitpunkt platzierte sich keine Single der Band höher oder länger in den Charts, womit es Until the End of the World (Rang 52 / 5 Wochen) ablöste. In This Together wurde wiederum im Januar 2006 von der Nachfolge-Single Shine On (Rang 13 / 13 Wochen) als erfolgreichste Chart-Single abgelöst.
| ChartsChartplatzierungen | Höchstplatzierung | Wochen |
| ------------------------ | ----------------- | ------ |
| Deutschland (GfK)        | 24 (9 Wo.)        | 9      |